# Кам'яна Гора (Львівський район)
Кам'яна́ Го́ра — село в Україні, у Львівському районі Львівської області. Населення становить 762 особи. Орган місцевого самоврядування — Добросинсько-Магерівська сільська рада.

## Історія
Село складається з двох частин: Підкам'яної Гори та власне Кам'яної Гори.
Село належало до Равського повіту. На 01.01.1939 в селі проживало 1150 мешканців, з них 1080 українців-грекокатоликів, 40 українців-римокатоликів, 10 поляків, 20 євреїв.